# Tehsil
Le tehsil (en ourdou : تحصیل, en pendjabi : ਤਹਿਸੀਲ, en hindi : तहसील) ou suivant les régions ou prononciation tahsil, taluka ou tahasil, désigne une subdivision administrative en Inde et au Pakistan.

## En Inde
Typiquement les tehsils sont des parties de district, comprenant une municipalité, et possèdent des pouvoirs administratifs, fiscaux et de simple police. Le tehsildar ou talukar est le responsable administratif d'un tehsil.
Dans certains États de l'Inde comme l'Uttar Pradesh ou le Madhya Pradesh, les tehsils sont des subdivisions de Pargana ou Anuvibhag, ayant à leur tête des officiers ou des magistrats de subdivision.
Le terme taluk ou taluka est d'usage plus commun dans le sud de l'Inde, comme au Kerala, au Tamil Nadu et au Karnataka ainsi qu'à Goa. 
Le terme Mohkuma est utilisé dans le Nord-Est indien.
Dans l'Andhra Pradesh et le Telangana, une nouvelle unité appelée mandal (cercle) remplace le système des tehsils. Il est généralement plus petit qu'un tehsil et est destiné à faciliter l'autonomie locale dans le système des panchayat.
Au Bengale-Occidental, les blocs de développement communautaire sont l'unité administrative de base, remplaçant les tehsils.

## Au Pakistan
Il est une subdivision du district pakistanais et constitue l'avant-dernier échelon précédant la plus petite entité administrative qu'est le Union Council.